# Christian Traugott Fleischmann
Christian Traugott Fleischmann (* 16. März 1776 in Neustadt an der Orla; † 6. Januar 1813 in Leipzig) war ein deutscher Organist und Flötist. Von 1811 bis 1813 war er Thomasorganist zu Leipzig.

## Leben
Fleischmann wurde 1776 als Sohn des Organisten und Lehrers Johann Gottlob Fleischmann in Neustadt an der Orla geboren. Ab 1791 besuchte er die Thomasschule zu Leipzig. 1799 immatrikulierte er sich an der Universität Leipzig. Von 1802 bis 1813 war er 2. Flötist im Konzert des Leipziger Theaterorchesters (Gewandhausorchester). Nachdem er ab 1802 auch Substitut des Organisten Adolf Heinrich Müller war, wirkte er von 1804 bis 1811 als Amtsinhaber an der Leipziger Peterskirche. Danach war er bis zu seinem Tode Organist an der Thomaskirche. Einer seiner Brüder, Johann Christoph Fleischmann, war Dom- und Stadtkantor in Meißen.